# Saul Knuthsen
Saul Ezekiel Abraham Knuthsen (* 27. Februar 1887 in Tuapaat; † unbekannt) war ein grönländischer Katechet und Landesrat.

## Leben
Saul Knuthsen war der Sohn des Jägers Thomas Salomon Kanuthus Hans und seiner Frau Pauline Birthe Susanne Ambrosia. Er war als Katechet in Aappilattoq tätig und saß 1917 als Vertreter für Josva Kleist im südgrönländischen Landesrat.